# Gajówka Kolonijki
Gajówka Kolonijki – część miasta Starachowice. Leży na samym południu miasta, po południowej stronie Zalewu Lubianka; dojazd od ulicy Szydłowskiego.